# Šelechov
Šelechov (rusky Шелехов) je město v Irkutské oblasti v Ruské federaci. Při sčítání lidu v roce 2010 měl bezmála padesát tisíc obyvatel.

## Poloha a doprava
Šelechov leží severně od Východního Sajanu na řece Irkutu, levém přítoku Angary. Od Irkutsku, správního střediska oblasti je vzdálen přibližně dvacet kilometrů jihozápadně.
Přes Šelechov vede Transsibiřská magistrála a dálnice M55 z Irkutsku do Čity.

## Dějiny
Šelechov začal vznikat jako satelitní město Irkutsku v padesátých letech zároveň se vznikem zdejší hliníkárny. V roce 1956 se stal sídlem městského typu a byl pojmenován k poctě mořeplavce Grigorije Ivanoviče Šelechova.
Od roku 1962 je Šelechov městem.